# Huy chương Leeuwenhoek
Huy chương Leeuwenhoek, được thiết lập năm 1877 bởi Viện Hàn lâm Khoa học và Nghệ thuật Hoàng Gia Hà Lan, (KNAW), để vinh danh các nhà nhà chế tạo kính hiển vi ở thế kỷ 17 và 18 Antoni van Leeuwenhoek, được trao mỗi 10 năm cho các nhà khoa học được công nhận có đóng góp quan trọng cho ngành vi sinh học trong thế kỷ trước đó.
Huy chương Leeuwenhoek đến nay đã được trao cho:
- 1877 Christian Gottfried Ehrenberg, Đức
- 1885 Ferdinand Cohn, Ba Lan
- 1895 Louis Pasteur, Pháp
- 1905 Martinus Beijerinck, Hà Lan
- 1915 Sir David Bruce, Anh Quốc
- 1925 Félix d'Herelle, Ai Cập (vào thời điểm trao giải)
- 1935 Sergei Nikolaevitch Winogradsky, Pháp
- 1950 Selman Abraham Waksman, Hoa Kỳ
- 1960 André Lwoff, Pháp
- 1970 Cornelis Bernardus van Niel (Kees van Niel), Hoa Kỳ
- 1981 Roger Yate Stanier, Pháp
- 1992 Carl Woese, Hoa Kỳ
- 2003 Karl Stetter, Đức